# Diabla Góra (Wzgórza Opoczyńskie)
Diabla Góra – wzniesienie na Wzgórzach Opoczyńskich w województwie łódzkim, powiat opoczyński, gmina Żarnów o wysokości 285 m n.p.m., które jest najwyżej położonym miejscem w powiecie opoczyńskim. Znajduje się ono w dużym kompleksie leśnym będącym częściowo rezerwatem przyrody (o nazwie „Diabla Góra”). Miało tam miejsce wiele potyczek oddziałów partyzanckich w czasie powstania styczniowego 1863 r. i w okresie II wojny światowej (tzw. „bitwa pod Diablą Górą” dnia 24 października 1943 r. między okrążonymi na górze partyzantami z oddziału Gwardii Ludowej im. Józefa Bema pod dowództwem Władysława Matuszewskiego „Józka” a siłami niemieckimi, zakończona przerwaniem się partyzantów przez otaczające oddziały wroga - ofiary: 3 poległych partyzantów, 17 poległych po stronie hitlerowców). 14 stycznia i 16 sierpnia 1944 r. miały miejsce udane zasadzki partyzantów AK na oddziały żandarmerii niemieckiej. Znajdują się tam dwa pomniki, jeden postawiony 1958 r. upamiętniający bitwę pod Diablą Górą, a drugi postawiony w latach 90. upamiętniający bitwy w okolicznych wsiach, które stoczyli partyzanci AK w 1944 r., w okolicy którego odbywają się nabożeństwa i spotkania kombatantów upamiętniające toczone tam walki.
Przez Diablą Górę przebiega  pieszy Szlak Rekreacyjny Rzeki Pilicy.
Okoliczne wsie to m.in. Klew, Wolica, Skotniki, Wólka Skotnicka, Stara, Reczków Nowy, Wacławów, Brzezie, Skórkowice, Ruszenice.